# كفر صليب رزق
قرية كفر صليب رزق هي إحدى القرى التابعة لمركز منيا القمح في محافظة الشرقية في جمهورية مصر العربية. حسب إحصاءات سنة 2006، بلغ إجمالي السكان في كفر صليب رزق 62 نسمة، منهم 37 رجل و25 امرأة.